# Scuola nazionale di cinema
La Scuola nazionale di cinema è stata la prima scuola italiana di cinematografia. Oggi insieme alla Cineteca Nazionale fa parte del Centro Sperimentale di Cinematografia anche se originariamente era in attività già prima della fondazione del Centro Sperimentale con il nome di Scuola nazionale di cinematografia.
L'ente, situato per alcuni anni presso l'istituto Duca d'Aosta in via Foligno a Roma, istituisce corsi a numero chiuso ai quali si accede tramite concorso.
Particolarmente rilevante è stata l'opera di selezione e formazione dei giovani nelle varie discipline dell'arte cinematografica.

## Partnership
Tra i maggiori collaboratori figurano Cinecittà Luce, Cinecittà Studios, RAI Cinema, Shanghai Theatre Academy (STA), CNR, le Regioni Lazio, Lombardia, Piemonte, Sicilia e Abruzzo, il Comune e la Città metropolitana di Roma, le ambasciate e moltissimi altri enti culturali di vario genere. La Scuola ha sviluppato una rete di interrelazione con le università e i principali festival nazionali e internazionali, con cui partecipa attivamente e in modo costante. In più assicura su territorio nazionale contatti e politiche di interscambio con le maggiori case di produzione cinematografiche e televisive. L'istituto è membro del Cilect, comitato internazionale delle principali scuole europee di cinema e televisione, e del Geect, gruppo europeo delle scuole di cinema e televisione.

## Attività
L'insegnamento è libero ed esercitato nel rispetto del pluralismo delle idee e delle tendenze e manifestazioni artistiche. Orienta gli allievi a conseguire i loro obiettivi di alta formazione artistica, culturale e professionale.
Il programma didattico, strutturato per aree interdisciplinari, è finalizzato a sviluppare la capacità di una collaborazione attiva e propositiva tra i vari corsi. Evidenzia il valore della sinergia creativa che il cinema intrinsecamente comporta. I moduli didattici proposti favoriscono, in questo senso, la creazione di un "laboratorio permanente" di tutte le componenti tecniche e artistiche che concorrono alla creazione dei film, stimolando un fecondo processo di sperimentazione e ricerca in un clima di dibattito e cooperazione, da cui sorgano idee e progetti comuni.
Numerosi laboratori, workshop e incontri con personaggi del cinema e dello spettacolo fanno parte integrante dei programmi didattici e sono finalizzati a mantenere alto lo spazio di confronto intellettuale. L'interscambio di intere generazioni di autori è valorizzato anche attraverso il Cilect, di cui la Scuola fa parte, l'associazione che raggruppa le migliori scuole di cinema del mondo.
La scuola costituisce un "incubatore culturale" dove confluiscono tutte le professionalità nel campo della cinematografia: attori e registi, ma anche produttori, fotografi, sceneggiatori, scenografi, montatori, musicisti e tecnici del suono, oltre ad esperti della cinematografia digitale, studiosi e studenti di tutto il mondo.

## I corsi
La scuola di norma bandisce, annualmente, un bando di concorso per 82 posti nelle seguenti discipline cinematografiche. Ciascun candidato può presentare un massimo di due domande di ammissione per corsi diversi.
I corsi sono così suddivisi:
- 6 posti Fotografia
- 6 posti Montaggio
- 8 posti Produzione
- 9 posti Recitazione donne
- 9 posti Recitazione uomini
- 6 posti Regia
- 8 posti Sceneggiatura
- 6 posti Scenografia
- 6 posti Costume
- 8 posti Tecnica del suono
- 6 posti VFX Supervisor & Producer (dal 2018)
- 8 posti Conservazione e Management del Patrimonio Audiovisivo (dal 2019)

I corsi, a numero chiuso e con frequenza obbligatoria, hanno una durata triennale. I primi due anni sono dedicati alla formazione generale e a quella specialistica; si svolgeranno lezioni teoriche e attività pratiche, sempre organizzate e dirette dai docenti. Il terzo anno sarà dedicato prevalentemente alla realizzazione del saggio di diploma, di norma un film a cortometraggio.
Prevedono lezioni teoriche comuni e insegnamenti specifici. Gli allievi svolgono numerose esercitazioni pratiche in video e in pellicola 35mm che, a conclusione del percorso di studi, si concretizzano nella realizzazione di cortometraggi e lungometraggi, veri e propri saggi di diploma. Partecipano a ciascuna lavorazione gli allievi di tutti gli insegnamenti, ciascuno nel proprio ruolo professionale. La varietà di stili, di temi e di tecniche dei lavori prodotti dalla Scuola testimonia la ricchezza di proposte e il talento dei suoi allievi, riconosciuto e premiato sia in Italia sia all'estero.
La Scuola nazionale di cinema recentemente ha attivato il Service Cast Artistico, una struttura per facilitare l'inserimento degli allievi nel mondo del lavoro. Tale struttura opera come un'agenzia, garantendo ai casting directors e alle produzioni cinematografiche e di pubblicità la collaborazione di artisti di elevata qualità.
Il corpo docente è costituito da docenti di ruolo e dai protagonisti del cinema italiano e internazionale.

## Le sedi
La Scuola nazionale di cinema è attualmente presente sul territorio nazionale con la sede centrale di Roma e con le quattro sedi distaccate di Milano, Torino, Palermo e L'Aquila.
- La sede di Roma si occupa dell'insegnamento delle professioni del cinema ed è strutturata in 9 corsi di alta specializzazione: regia, sceneggiatura, recitazione, produzione, fotografia, montaggio, scenografia, costume, tecnica del suono.
- La sede di Milano è strutturata in un corso di alta specializzazione in cinematografia d'impresa, pubblicità, documentario e cinema su commissione, finalizzato alla formazione di registi, produttori e sceneggiatori con una solida e specifica preparazione nel campo della comunicazione cinematografica (nelle varie declinazioni mediatiche), nella sua accezione classica e nelle nuove forme linguistiche.
- La sede di Torino è strutturata in un corso di alta specializzazione in arti e mestieri dell'animazione, finalizzato ad una specifica formazione artistica e professionale mirata a una conoscenza approfondita di tutte le fasi creative e produttive dell'animazione per i diversi media.
- La sede di Palermo,è diretta dal giornalista Ivan Scinardo, la direzione artistica di Costanza Quatriglio,  è strutturata in un corso di alta specializzazione in documentario storico artistico e docufiction, finalizzato alla formazione di registi, con una solida e specifica preparazione artistica e professionale nel campo del Documentario storico artistico, nella sua accezione classica e nelle nuove forme linguistiche.
- La sede dell'Aquila è strutturata in un corso di alta specializzazione in reportage storico-d'attualità, rivolto soprattutto a laureati con solide basi umanistiche e scientifiche, che abbiano già maturato uno spiccato interesse per la comunicazione audiovisiva.